# Daniel Turek
Daniel Turek (Lanškroun, districte d'Ústí nad Orlicí, 19 de gener de 1993) és un ciclista txec, professional des del 2015 i actualment a l'equip Felbermayr Simplon Wels.

## Palmarès
- 2010
  -  Campió de Txèquia júnior en contrarellotge
- 2015
  - Vencedor d'una etapa al Tour de l'Azerbaidjan
  - Vencedor d'una etapa al Tour de Berlín
- 2018
  - Vencedor d'una etapa al Tour de Vysočina
- 2021
  - Vencedor d'una etapa a la Volta a l'Alta Àustria